# کلاید هفر
کلاید هفر (انگلیسی: Clyde Hefer؛ زادهٔ ۱۲ آوریل ۱۹۶۱) ورزشکار روئینگ اهل استرالیا است. وی بین سال‌های ۱۹۷۸ تا ۱۹۸۴ میلادی فعالیت می‌کرد.
وی در مسابقات کشوری و بین‌المللی در مجموع برندهٔ ۲ مدال طلا، ۱ مدال برنز شده‌است.